# Nicola Mameet Indian Reserve 1
Nicola Mameet Indian Reserve 1 är ett reservat i Kanada.   Det ligger i provinsen British Columbia, i den södra delen av landet, 3 400 km väster om huvudstaden Ottawa.
I omgivningarna runt Nicola Mameet Indian Reserve 1 växer i huvudsak barrskog. Runt Nicola Mameet Indian Reserve 1 är det ganska glesbefolkat, med 30 invånare per kvadratkilometer.